# Guianocoris
Guianocoris is een geslacht van wantsen uit de familie van de Miridae (Blindwantsen). Het geslacht werd voor het eerst wetenschappelijk beschreven door Costa in Chérot & Carpintero.

## Soorten
Het genus bevat de volgende soorten:

- Guianocoris ruber (Carvalho & Carpintero, 1992)
- Guianocoris unicolor Costa, Chérot & Carpintero, 2008